# Акопян, Варужан Эдуардович
Варужа́н Эдуа́рдович Акопя́н (род. 19 ноября 1983, Ереван, Армянская ССР, СССР) — американский, ранее армянский, шахматист, гроссмейстер (2004).
Вице-чемпион мира 2010 в составе сборной США.
В составе сб. Армении победитель первой Детской Шахматной Олимпиады 1998 г.
Лучшие результаты в международных соревнованиях: Москва (1997 — юношеский турнир на Кубок Каспарова, 2-е), Абу-Даби (2000, 2-6-е), Лос-Анджелес (2001, 2-3-е и 2002, 3-е), Лас-Вегас (2002, 3-4-е), Филадельфия (2002, 1-9-е), Сан-Франциско (2002, 1-е), Вермонт (2003, 2-5-е), Бербанк (2003, 1-е), Лос-Анджелес (2003, открытый чемпионат США, 1-е), Агора-Хилс (2004, 3-4-е), Чикаго (2004, 3-8-е), Лас-Вегас (2004, 1-5-е), Филадельфия (2004, 1-е).
Взял бронзу на Шахматной олимпиаде 2006 и Шахматной олимпиаде 2008.

## Изменения рейтинга
| Графики недоступны из-за технических проблем. См. информацию на Фабрикаторе и на mediawiki.org. |